# Iglesia del Salvador (Valladolid)
La iglesia del Santísimo Salvador, o simplemente el Salvador, es un templo parroquial católico situado en la ciudad española de Valladolid, capital de la provincia de su nombre, comunidad de Castilla y León.
Según la tradición, san Pedro Regalado, patrón de Valladolid, fue bautizado en 1390 en la pila bautismal que guarda este templo. La capilla a él dedicada dentro de la iglesia es uno de los focos de veneración de este santo, cuya fiesta se celebra aquí cada 13 de mayo desde mediados del siglo XVIII.
Esta parroquia del Salvador debió de ser erigida en el siglo XII, pues, aunque hay historiadores antiguos como Manuel Canesi que datan su fundación fue en 1336, otros más modernos como Matías Sangrador y Juan Agapito y Revilla aseguran que existen documentos que ya la mencionan a finales del siglo XII y en 1208. De su primitiva fábrica no queda prácticamente nada, pues el edificio actual se comenzó a construir a fundamentis a finales del siglo XV.
Lo más destacado de esta iglesia es un excepcional tríptico flamenco datado hacia 1502 que se encuentra en su capilla dedicada a San Juan Bautista, terminada en 1492. También destacan la fachada a los pies, renacentista, del siglo XVI, con bellas proporciones y buenas esculturas y una torre de gran prestancia, construida durante los siglos XVII y XVIII.

## Interior

### Cabecera y nave central
El templo actual se organiza mediante una nave única de cinco tramos, de cierta amplitud, rematada con un ábside poligonal que acoge un estimable retablo realizado hacia 1750. Este ábside (capilla mayor) se comenzó a construir a finales del siglo XV en estilo tardogótico, con piedra de sillería, cubriéndose originalmente con bóveda de crucería estrellada, por lo que muestra sus contrafuertes al exterior. El patronato de la capilla mayor correspondía al almirante de Castilla y sus escudos campean tanto al exterior como en el interior. Entre 1602 y 1614 se realizó por Pedro de la Cuadra y otros artistas un retablo clasicista para la capilla mayor.

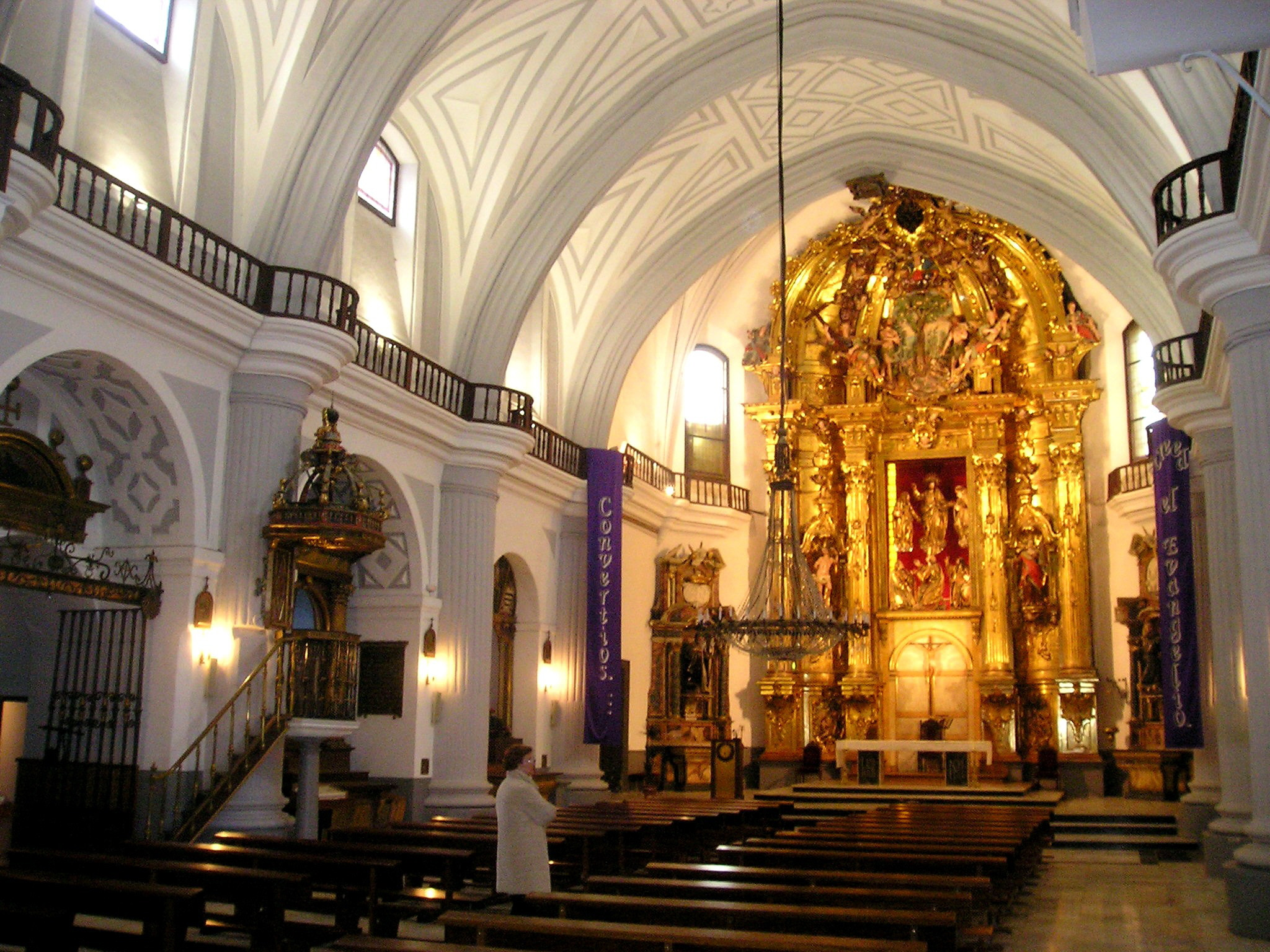
Interior hacia la cabecera. Se puede observar el retablo mayor de 1750.

De este retablo sólo conservamos la escena central de la Transfiguración del Señor, que pasó a presidir el actual retablo mayor, que construía en 1750 siguiendo el estilo rococó el escultor Fernando González de Lara y que sustituye al anterior clasicista; el actual retablo se organiza por medio de cuatro grandes columnas corintias, entre las cuales se encuentran las imágenes de San Sebastián y Santa Bárbara y la escena de la Transfiguración mencionada. En el ático se representa la Expulsión de Adán y Eva del Paraíso. Un transparente, realizado en 1762 ilumina la escena de la Transfiguración. A los lados del retablo mayor se encuentran dos retablos colaterales realizados hacia 1757 que acogen sendas esculturas de la primera mitad del siglo XVIII de estimable calidad, que representan a San Antón, en lado del Evangelio y a San Francisco de Paula, en el de la Epístola. La fiesta del primero, con la bendición de los animales en la plaza a los pies del templo, se celebra todos los 17 de enero.
La nave, cuya primera construcción se realizaría en torno a 1500, se cubre con bóveda de cañón apuntado con lunetos decorada con yeserías planas pintadas que proviene de una reforma llevada a cabo en 1631, pues originalmente se cubría con artesonados de madera soportados por los arcos-diafragma apuntados y moldurados realizados en piedra que se reaprovecharon en la reforma como arcos fajones de la bóveda. El alzado interior, de estilo clasicista, con arcos de medio punto que comunican con las capillas laterales situados entre medias columnas toscanas que soportan un potente entablamento que a su vez sirve de galería para mantenimiento del templo, es resultado también de las obras de 1631. A los pies de la nave, sobre un sencillo artesonado, se encuentra el coro alto, realizado a mediados del siglo XVI. En él se encuentra un órgano romántico instalado en 1918 y construido por la Casa Quintín Rufiner de Valladolid.
A ambos lados de la nave se abren varias capillas realizadas a lo largo de los siglos XV al XVIII y levantadas por cofradías o personas particulares.

### Capillas laterales

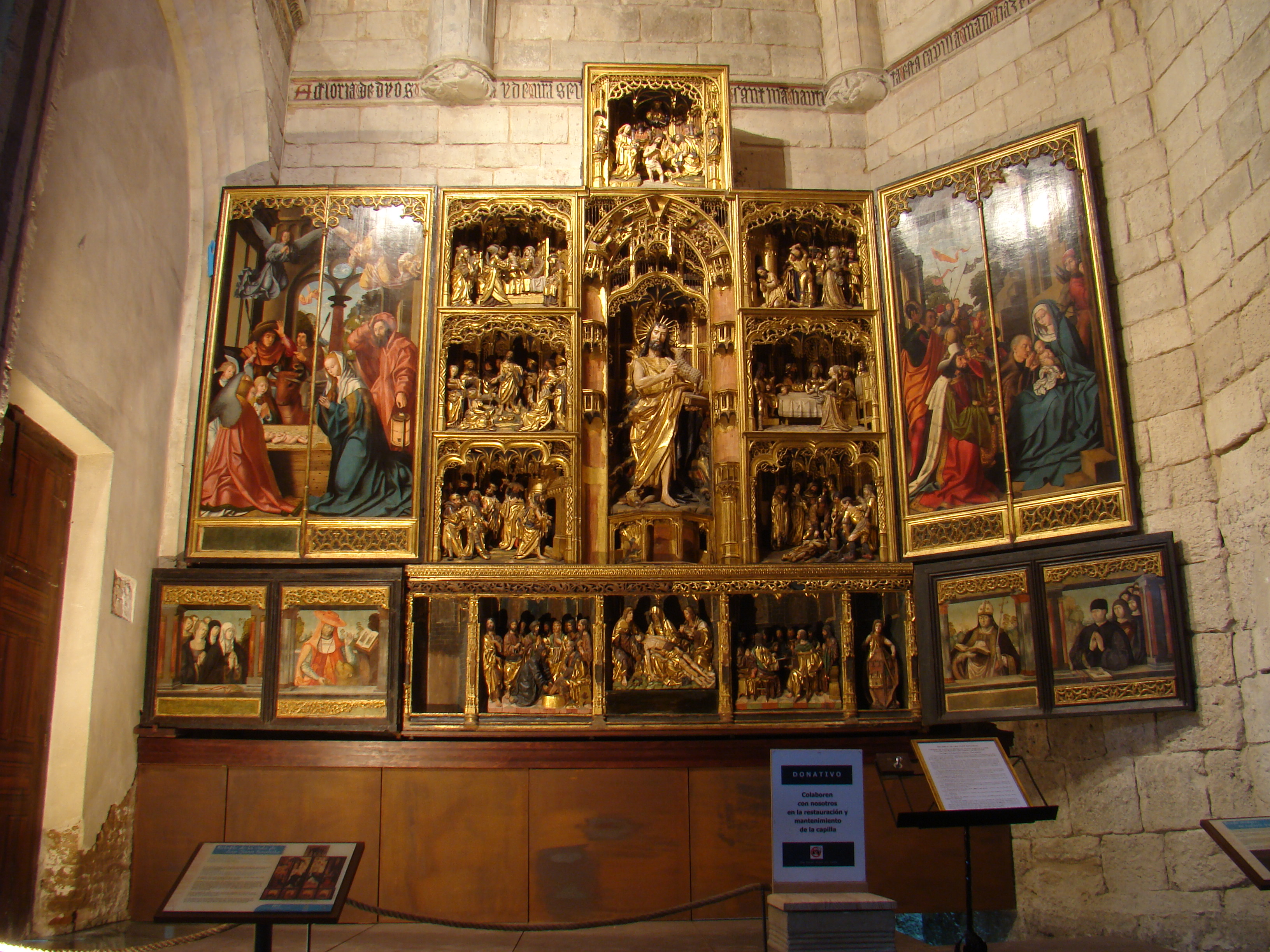
Tríptico flamenco abierto de la capilla de San Juan Bautista de la iglesia de El Salvador de Valladolid.

La más destacada es la capilla de San Juan Bautista, que se sitúa en la cabecera de la iglesia, en el lado de la Epístola; fue mandada edificar por Gonzalo González de Illescas, Oidor de los Reyes Católicos, como capilla funeraria para sí y su linaje. Es de estilo tardogótico, está realizada totalmente en piedra y fue terminada en abril de 1492, según manifiesta la inscripción que corre a lo largo del friso interior de la capilla. Muestra dos tramos, uno presbiterial, con una esquina achaflanada, y cubierto por una bóveda de crucería estrellada, bajo el que existen dos criptas funerarias, y otro a los pies, cubierto con bóveda de terceletes. A este último tramo se abre una ventana abocinada y amainelada para iluminar el interior. En la cabecera de la capilla se dispone un excepcional tríptico importado de Flandes en 1502, con pinturas en las portezuelas atribuidas al Maestro del Tríptico Morrison, seguidor de Quentin Metsys, que representan en el interior del tríptico la Adoración de los Reyes y la de los pastores y al exterior, la Misa de San Gregorio. En el cuerpo central del tríptico, de madera policromada, se encuentra narrada la vida de San Juan Bautista en siete altorrelieves, enmarcados por mazonería tardogótica, que rodean una escultura de San Juan Bautista. Las marcas de esta parte del retablo indican que se realizó en Amberes. En el banco del tríptico, obra de talleres burgaleses de la misma época que el resto, se encuentran los retratos de los fundadores de la capilla en unas pinturas de la órbita de Pedro de Berruguete. La capilla también cuenta con un Cristo atribuido a Alejo de Vahía. Tras la restauración de la capilla en 2007, pueden verse a través de varios paneles de cristal del suelo algunas tumbas antropomorfas de los siglos XII y XIII pertenecientes al cementerio de la parroquia plenomedieval y, a la izquierda del tríptico, los restos de lo que debió de ser el pedestal del sepulcro de los Illescas.
En el lado de la Epístola de la iglesia se encuentran otras tres capillas de planta aproximadamente cuadrada y cubiertas por cúpula de media naranja con óculo sobre pechinas. La de Nuestra Señora de Valvanera (tercera capilla desde los pies) fue construida en 1788 y muestra un retablo neoclásico con columnas corintias y frontón curvo y unas pinturas decimonónicas de tema mariano en la cúpula y pechinas. La capilla de Nuestra Señora de la Guía (segunda desde los pies) posee un retablo barroco y un camarín realizados en 1728; el camarín posee pinturas muy deterioradas. La capilla del Sagrado Corazón de Jesús (primera desde los pies) alberga un sencillo retablo neoclásico del siglo XIX, con columnas toscanas. A los pies de la iglesia se dispone la pila bautismal en la que, según la tradición, fue bautizado san Pedro Regalado.

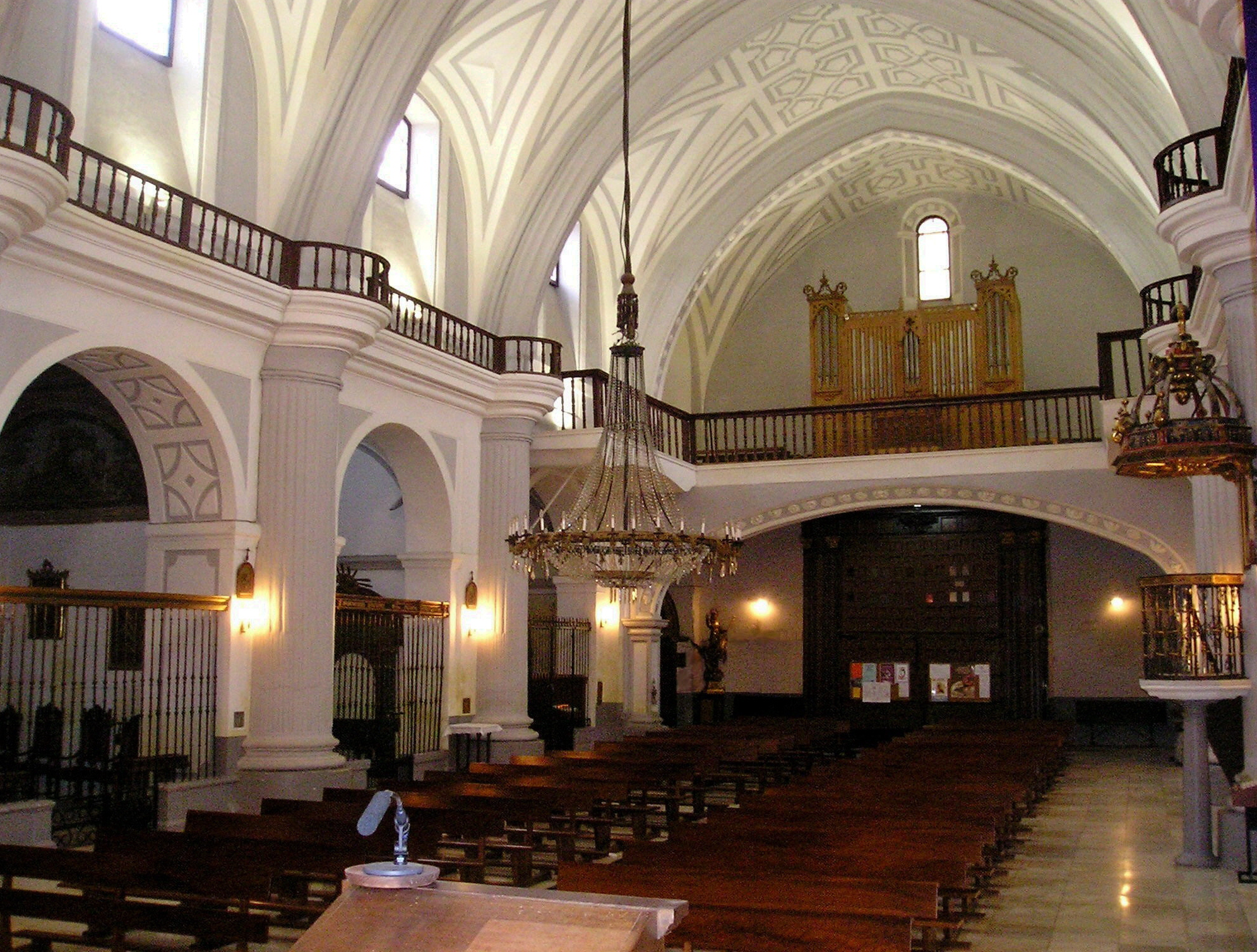
Interior hacia los pies. Pueden observarse la disposición clasicista de la nave con los arcos fajones ojivales, el coro renacentista y el órgano de 1918.

La primera capilla desde los pies del lado del Evangelio está dedicada a Nuestra Señora de los Dolores y fue realizada a mediados del siglo XVI; se cubre con bóveda estrellada y posee un sencillo retablo neoclásico del siglo XIX. A continuación se halla la capilla de los Reyes Magos, fundada en 1546; se cubre también con bóveda estrellada, posee un retablo rococó construido hacia 1760, que muestra un relieve con el tema de la Epifanía del círculo de Pedro de Sierra, y se cierra con una reja del siglo XVI. La siguiente es la capilla de San Pedro Regalado. Su beatificación había sido en 1683 y, como la tradición mantenía que se había bautizado en esta iglesia, se instituyó la cofradía en su nombre, hoy Cofradía de San Pedro Regalado y Nuestra Señora del Refugio. La capilla fue construida en 1709 y en 1727 pareció pequeña y se amplió, quedando como hoy la vemos. Es de planta rectangular, construida en tapial y ladrillo. Se divide en tres tramos. Los dos primeros se cubren con una bóveda tabicada de arista y el último, con una cúpula elíptica con óculo que ilumina de forma escenográfica el retablo de la capilla, tallado probablemente por Pedro de Ávila hacia 1709 y que se organiza en forma de arco del triunfo que acoge la imagen del santo siendo transportado por ángeles. A continuación se hallan dos capillas que no son más que hornacinas en las que se encuentran sendos retablos, de estilo neoclásico el primero, con cuatro columnas corintias, y clasicista el segundo, con pilastras, que acogen respectivamente una escultura de Nuestra Señora del Buen Suceso, del siglo XVII del círculo de Gregorio Fernández y una imagen de Las lágrimas de San Pedro, obra de excepcional calidad de principios del siglo XVIII, atribuida a Pedro de Ávila, y que procesiona en Semana Santa. 
También es reseñable la sacristía, construida en 1722, con planta cuadrada y que se que se cubre con cúpula sobre pechinas, pintada al fresco de manera ilusionista con el tema de la Trinidad recibiendo a la Virgen María en el Cielo. Esta pintura está considerada como una de las más interesantes del barroco vallisoletano, ya que es de gran calidad, aunque está muy oscurecida por la suciedad. También posee buenas cajonerías del siglo XVIII. En ella se guarda actualmente una imagen de Nuestra Señora del Refugio, atribuida a Pedro de Ávila y realizada a principios del siglo XVIII.

## Elementos exteriores
En el exterior descuella la torre, construida a partir de 1693, tras la ruina de la torre anterior en 1691. Muestra un primer cuerpo de base cuadrangular, de piedra, y uno segundo ochavado, realizado en ladillo, con dos pisos de arcos, que copia al similar que existe en la torre de la iglesia de El Salvador de Mayorga de Campos, y una coronación, producto de una reforma de la torre en 1730, con un chapitel de pizarra con bola, veleta y cruz. Contiene cinco campanas: la más valiosa se halla al lado norte y data de 1691, con lo que fue probablemente fundida tras hundirse la torre antigua; las otras cuatro se fechan en la segunda mitad del siglo XIX.
También es reseñable la fachada principal, a los pies, obra de Juan Sanz de Escalante, quien la construyó entre 1541 y 1559. Se organiza de forma binaria, con tres cuerpos. En el cuerpo bajo, se abren dos puertas adinteladas flanqueadas por cinco columnas jónicas, una de ellas en el medio. El siguiente, sigue el mismo esquema binario, aunque cambiando las puertas por sendos óculos y las columnas son esta vez corintias. A los lados se representa la escena de la Anunciación. En el último cuerpo se abre una ventana con arco de medio punto flanqueada por dos pares de columnas corintias. En este cuerpo, dentro de este desarrollo de elementos arquitectónicos, se representa la Transfiguración. La fachada se remata con una peineta con un bajorrelieve que representa a Dios Padre y una balaustrada unificadora con jarrones. Las esculturas de la fachada son probable obra de Manuel Álvarez, seguidor de Alonso Berruguete.